# 1020 w polityce

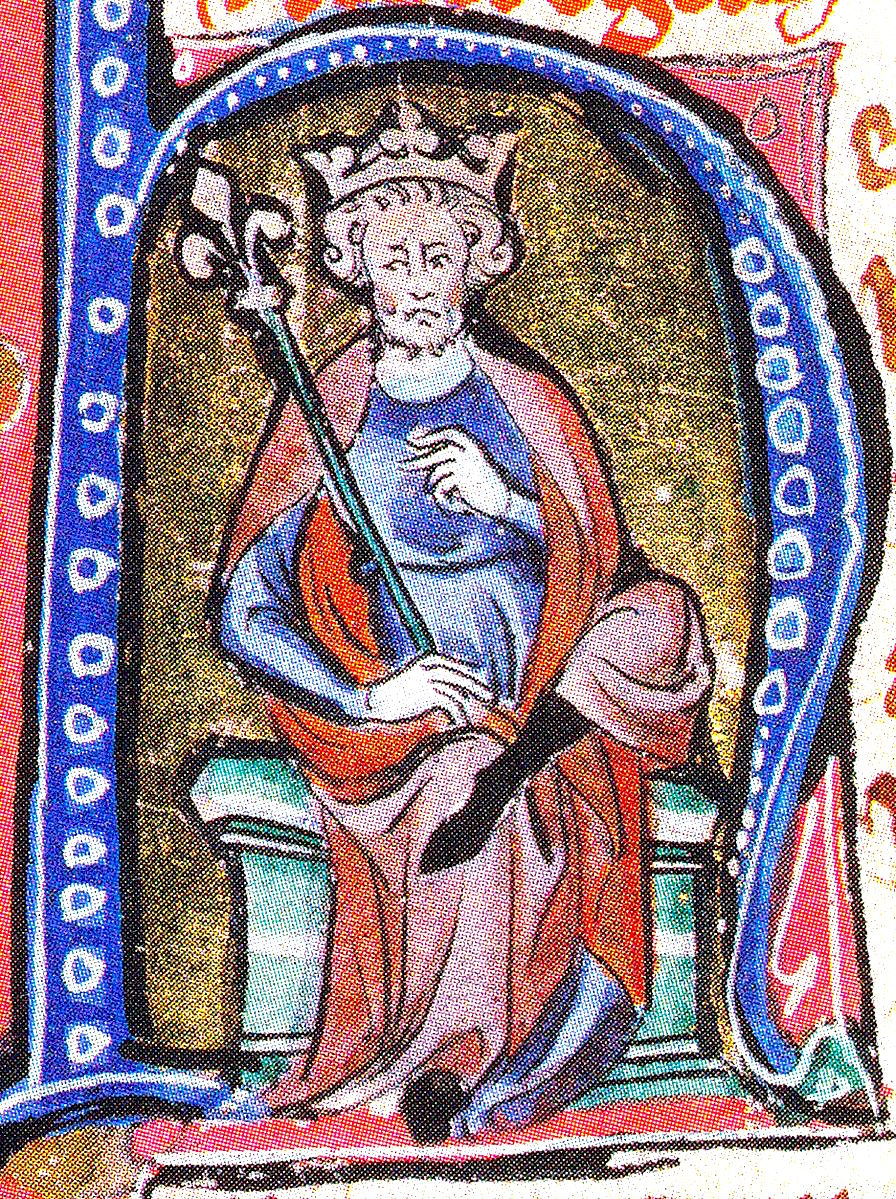
Knut Wielki, król Anglii

Wydarzenia polityczne w 1020 roku.

## Wydarzenia
- Knut Wielki[1] wydaje prawa dla Anglii[2].

## Zmarli
- Leif Erikson, norweski żeglarz i odkrywca (data niepewna)[3].